# Dziahile
Dziahile (biał. Дзягілі, ros. Дягили) – wieś na Białorusi, w obwodzie witebskim, w rejonie miadzielskim, w sielsowiecie Słoboda.

## Historia
W czasach zaborów wieś, majątek i zaścianek w gminie Żośna, w powiecie wilejskim, w guberni wileńskiej Imperium Rosyjskiego.
W latach 1921–1945 wieś, majątek, zaścianek i kolonia leżały w Polsce, w województwie wileńskim, w powiecie duniłowickim, od 1926 w powiecie postawskim, w gminie Żośno.
Według Powszechnego Spisu Ludności z 1921 roku zamieszkiwało:
- wieś – 212 osób, 52 były wyznania rzymskokatolickiego a 160 prawosławnego. Jednocześnie 75 mieszkańców zadeklarowało polską przynależność narodową, 133 białoruską a 4 inną. Było tu 41 budynków mieszkalnych[5]. W 1931 w 45 domach zamieszkiwało 199 osób[6].
- zaścianek – 12 osób, 6 było wyznania prawosławnego a 6 mahometańskiego. Jednocześnie wszyscy mieszkańcy zadeklarowali polską przynależność narodową. Był tu 1 budynek mieszkalny[5]. W 1931 w 2 domach zamieszkiwało 11 osób[6].
- majątek – 31 osób, 10 były wyznania rzymskokatolickiego a 21 prawosławnego. Jednocześnie 10 mieszkańców zadeklarowało polską przynależność narodową, 21 białoruską. Były tu 2 budynki mieszkalne[5]. W 1931 w 2 domach zamieszkiwało 17 osób[6].
- kolonię – Spis z 1921 nie podał danych dotyczących miejscowości[5]. W 1931 w 3 domach zamieszkiwało 17 osób[6].

Wierni należeli do parafii rzymskokatolickiej w Wesołusze i prawosławnej w Żośnie. Miejscowość podlegała pod Sąd Grodzki w Miadziole i Okręgowy w Wilnie; właściwy urząd pocztowy mieścił się w Słobodzie Żośniańskiej.
Po agresji ZSRR na Polskę w 1939 roku wieś znalazła się w granicach BSRR. W latach 1941–1944 była pod okupacją niemiecką. Od 1945 leżała w BSRR. Od 1991 roku w Republice Białorusi.